# Ludwig Schunk
Ludwig Schunk (Fráncfort del Meno, 1 de mayo de 1884 – Heuchelheim, 10 de mayo de 1947) fue un fabricante alemán, cofundador de la empresa Schunk und Ebe oHG. La Schunk und Ebe oHG fue fundada en 1913 como fábrica de escobillas de carbón para dinamos y motores eléctricos en Fulda, Hesse, y en 1918 se trasladó a Heuchelheim, cerca de Gießen. La empresa se ha desarrollado hasta convertirse actualmente en el Schunk Group, un consorcio tecnológico activo a nivel mundial.
Los antepasados de Ludwig Schunk estaban firmemente arraigados en la región de Hesse Central y explotaron desde mediados del siglo XVIII una forja de clavos en Büdingen a lo largo de varias generaciones. Su abuelo todavía ejercía este oficio. El padre de Ludwig Schunk no veía posibilidad alguna de encargarse del taller paterno por ser el más joven de tres hermanos, por lo que se mudó a Fráncfort del Meno, donde trabajó en un establecimiento de arte gráfico, entre otros oficios. Ludwig Schunk, el menor de dos hermanos, creció en el seno de una familia humilde. Sin embargo, su familia consiguió que asistiera durante ocho años a una escuela secundaria, en la cual obtuvo buenas notas.
De 1898 a 1901, Ludwig Schunk realizó una formación comercial en una empresa importante del ramo de maquinaria para cuero con sede en Fráncfort del Meno y Boston, EE. UU. Al concluir su formación, Schunk todavía trabajó en la empresa en la que realizó su formación hasta el 1 de abril de 1903. Aumentó su experiencia profesional como oficinista en el departamento de compras de una fábrica de anilina y colorantes de anilina de Offenbach del Meno. En el año 1905, Schunk decidió trasladarse a Francia, para perfeccionar allí sus conocimientos del idioma y "del mundo". Schunk aprendió a fondo los dos idiomas universales inglés y francés y pudo encontrar empleo como jefe de correspondencia con el extranjero en una empresa de la industria eléctrica cercana a París.
Ludwig Schunk continuó durante seis años en el extranjero, aprendiendo la fabricación de escobillas de carbón para máquinas eléctricas. Las perspectivas de futuro para ese sector le motivaron a establecerse por su cuenta poco tiempo después de su regreso a Alemania.
En 1913, a la edad de 29 años, fundó con el técnico y constructor de maquinaria Karl Ebe, también con experiencia en el sector del carbono, la fábrica de escobillas de carbón Schunk & Ebe oHG, en Fulda. Karl Ebe falleció un año después de la fundación de la empresa.
En 1918, Ludwig Schunk trasladó la empresa de los locales alquilados en Fulda a Heuchelheim, cerca de Gießen, donde pudo adquirir el antiguo restaurante para excursionistas "Windhof", que contaba con suficiente espacio para el emplazamiento de instalaciones de producción. De esta época temprana data ya la fundación de las primeras representaciones en diversas ciudades alemanas importantes y el establecimiento del negocio de exportación.
Ludwig Schunk se empleó con afán, como más tarde sus sucesores, en ampliar y consolidar su empresa mediante la diversificación en sectores tecnológicos relacionados. Así, en 1923 adquirió una fábrica de soportes de escobillas de carbón y la incorporó a su industria de Heuchelheim. En 1932 se inició la producción de cojinetes sinterizados. Previamente ya se había ampliado el programa del carbono con productos para aplicaciones mecánicas. Con la pérdida progresiva de valor del Reichsmark (Marco Imperial) y las fuertes tendencias inflacionistas que ello comportó, Schunk buscó nuevas áreas de distribución en los mercados extranjeros de los que fluían divisas de valor estable. Mediante la intensificación del negocio de la exportación consiguió evitar pérdidas sustanciales en sus empresas.
De acuerdo con su compromiso social, Ludwig Schunk acometió ya en 1940 la iniciativa de fundar una institución de apoyo, cuyos objetivos estatutarios eran el apoyo voluntario único o continuado a empleados, antiguos empleados o sus parientes en situación de necesidad, invalidez o ancianidad. La institución de apoyo debía asegurar pensiones de vejez, de viudedad y orfandad o subsidios de defunción.
Ludwig Schunk no tuvo hijos. Su esposa, que había colaborado en la creación de la empresa, falleció anteriormente. Los herederos de su socio fallecido ya habían sido compensados, de modo que se convirtió en propietario único del patrimonio de la empresa. En 1938 ya dispuso de forma testamentaria que este patrimonio empresarial se debía emplear en el servicio a los empleados. Precisó este particular en un testamento supletorio de 1942 y, al mismo tiempo, designó como heredera a la institución de apoyo que él había fundado. El modelo para Schunk fue, según sus propias palabras, la fundación Zeiss de Jena.
Entre 1936 y 1945, Schunk ejerció diversos cargos públicos; entre otros, la dirección de la "Sección especializada para el carbón y las escobillas" desde diciembre de 1936, uno de los 24 departamentos del grupo económico de la industria eléctrica. Las autoridades militares americanas prohibieron a Schunk a partir de 1945 el acceso a las instalaciones de la empresa, la cual pasó a ser dirigida en fideicomiso. Sin embargo, Ludwig Schunk fue rehabilitado en el proceso que se abrió posteriormente.
Ludwig Schunk, que de joven tuvo una salud frágil, falleció en 1947 a la edad de 63 años como consecuencia de un fallo cardiaco. Tal como dispuso, la institución de apoyo fue la heredera del patrimonio empresarial de Schunk & Ebe.
Tras el fallecimiento de Ludwig Schunk se fundó la empresa Schunk & Ebe GmbH, cuyas participaciones, por voluntad del difunto, son ahora propiedad de la institución de apoyo. Como titular actual de las participaciones se denominó Ludwig-Schunk-Gedächtnisverein e.V., y desde 1989 Fundación Ludwig Schunk.